# Cyclocephala capitata
Cyclocephala capitata är en skalbaggsart som beskrevs av Höhne 1923. Cyclocephala capitata ingår i släktet Cyclocephala och familjen Dynastidae. Inga underarter finns listade i Catalogue of Life.